# دراززنبور
دراززنبور (نام علمی: Pelecinus) نام یک سرده از بالاخانواده پیش‌لکه‌دارواران است.